# Dysdera subcylindrica
Dysdera subcylindrica là một loài nhện trong họ Dysderidae.
Loài này thuộc chi Dysdera. Dysdera subcylindrica được miêu tả năm 1956 bởi Charitonov.